# Porta dell'Aurora

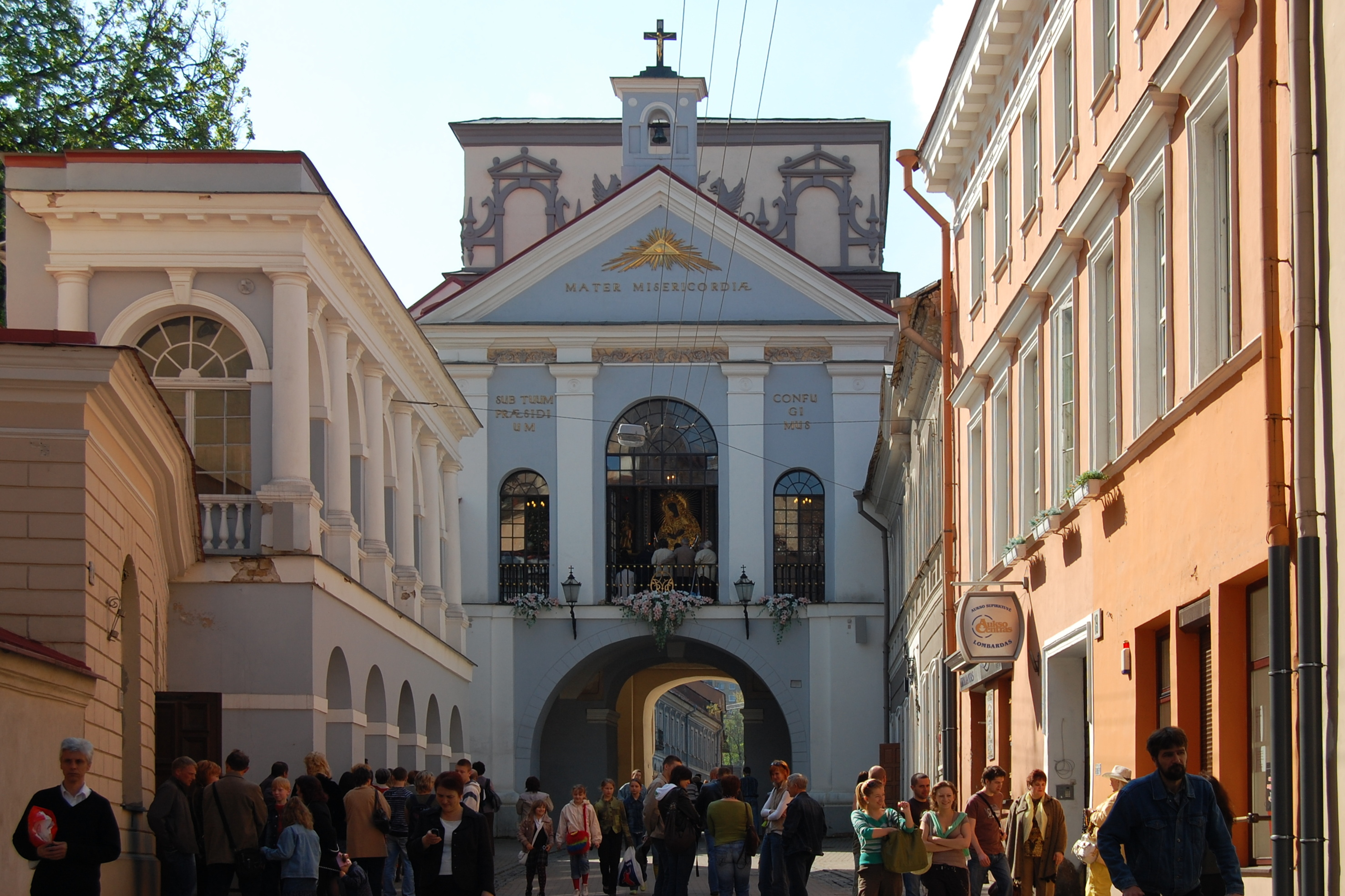
La porta vista dal lato della città

La Porta dell'Aurora (in lituano: Aušros Vartai, in polacco: Ostra Brama, in bielorusso: Вострая Брама) fu costruita tra il 1503 e il 1522 come parte delle fortificazioni di Vilnius, la capitale della Lituania. Il nome della porta deriva dal quartiere di Ostry Koniec, che era fuori porta. Fu anche nota con il nome di Porta di Medininkai, perché in direzione del paese di Medininkai, a sud-est di Vilnius. La Porta dell'Aurora è l'unica rimanente delle nove porte della città, poiché le altre furono demolite per ordine del governo, alla fine del XVIII secolo.

## La Madonna della Porta dell'Aurora

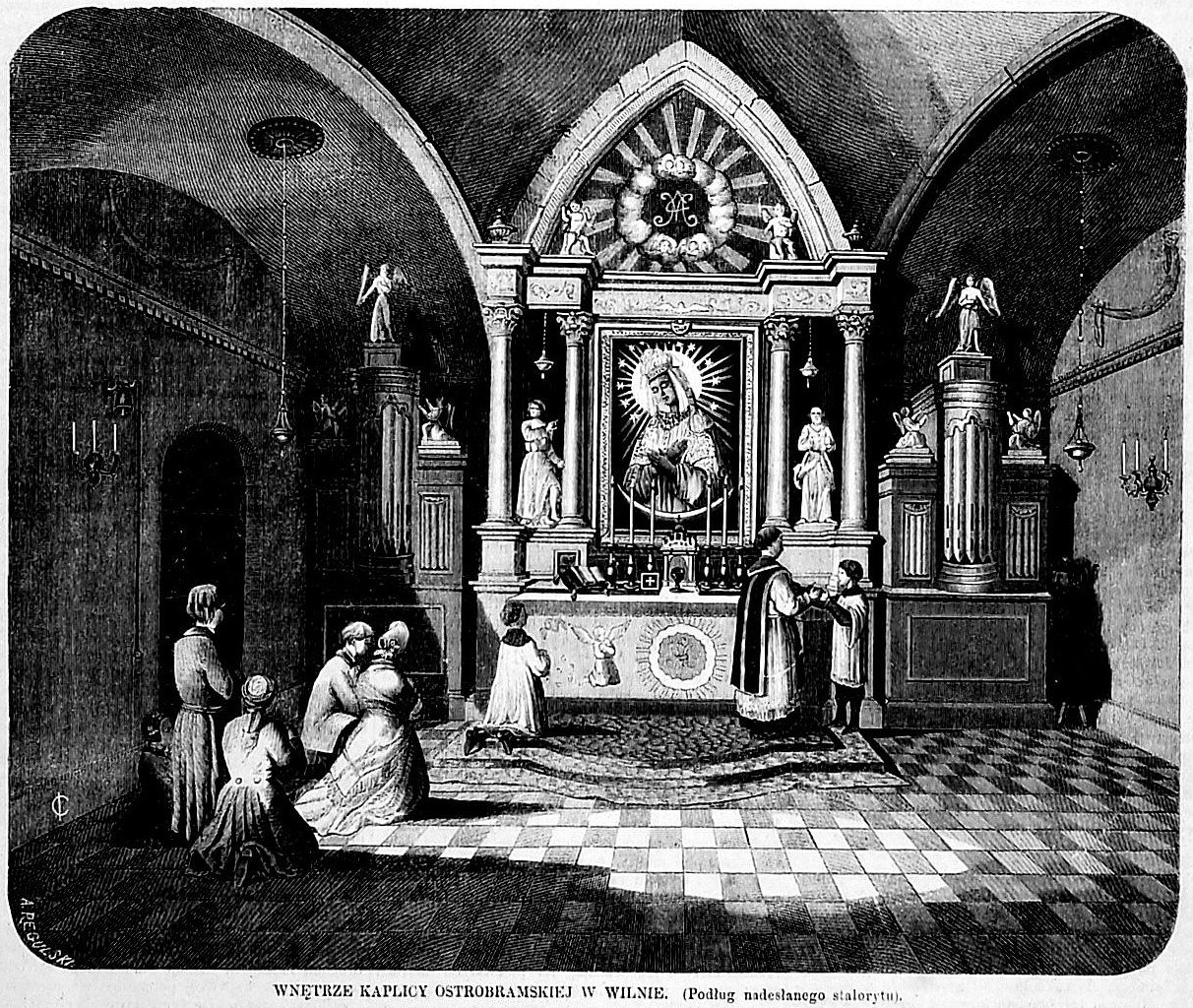
Interno della cappella in un'illustrazione del 1864

Nel XVI secolo le porte della città spesso ospitavano cappelle o immagini religiose per invocare la protezione della città da attacchi ed epidemie e la benedizione dei viandanti. La Cappella della porta dell'Aurora contiene una celebre effigie della Vergine Maria Madre della Misericordia, che è ritenuta miracolosa. Per secoli il dipinto, appartenente alla tradizione iconografica delle Madonne nere, è stato uno dei simboli della città e un oggetto di culto sia da parte dei cattolici, sia da parte degli ortodossi. Migliaia di tavolette votive adornano le pareti e molti pellegrini provenienti dalle nazioni vicine vi si recano per pregare di fronte all'icona mariana. Le messe sono celebrate in lituano e in polacco.

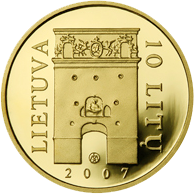
Lita d'oro commemorativo

Il 4 settembre 1993 papa Giovanni Paolo II recitò il Rosario alla porta dell'Aurora. La festa della Vergine Maria Madre della Misericordia, celebrata la terza settimana di novembre ha grande importanza nell'arcidiocesi di Vilnius.
Dopo la seconda guerra mondiale, il culto della Madonna della Porta dell'Aurora si diffuse nelle comunità lituane e polacche di tutto il mondo e trovò seguito nei santuari mariani in Europa e nelle Americhe. La più grande chiesa dedicata alla Madonna della Porta dell'Aurora si trova a Danzica, in Polonia.

### L'effigie di Cingoli
Una replica dell'immagine della Vergine Maria Madre della Misericordia si trova all'interno del Duomo di Cingoli. Fu fatta apporre nel 1946 dal 12º Reggimento Lancieri di Podolia che in quell'anno erano di stanza nel comune marchigiano. Il testo tradotto dal polacco recita: «Vergine Santa, che splendi in Ostra Brama, intercedi presso il Figlio Tuo Gesù Cristo, acciocché il sangue dei nostri fratelli, soldati del 12º Reggimento Lancieri di Podolia, caduti nell'anno del Signore 1944 per la libertà della Polonia in terra italiana, non sia sangue sparso invano».

## Galleria d'immagini

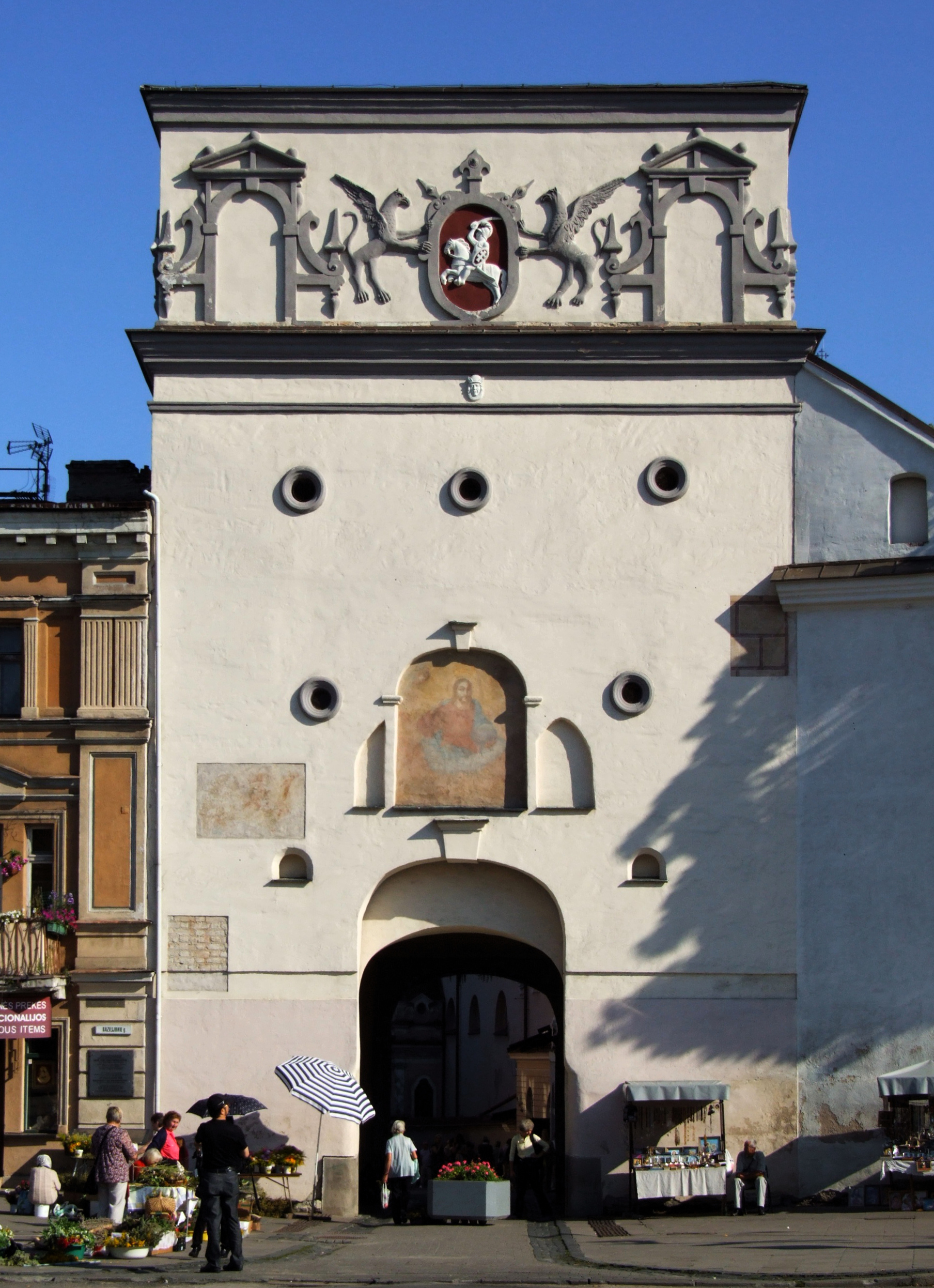
La Porta dell'Aurora vista dall'esterno
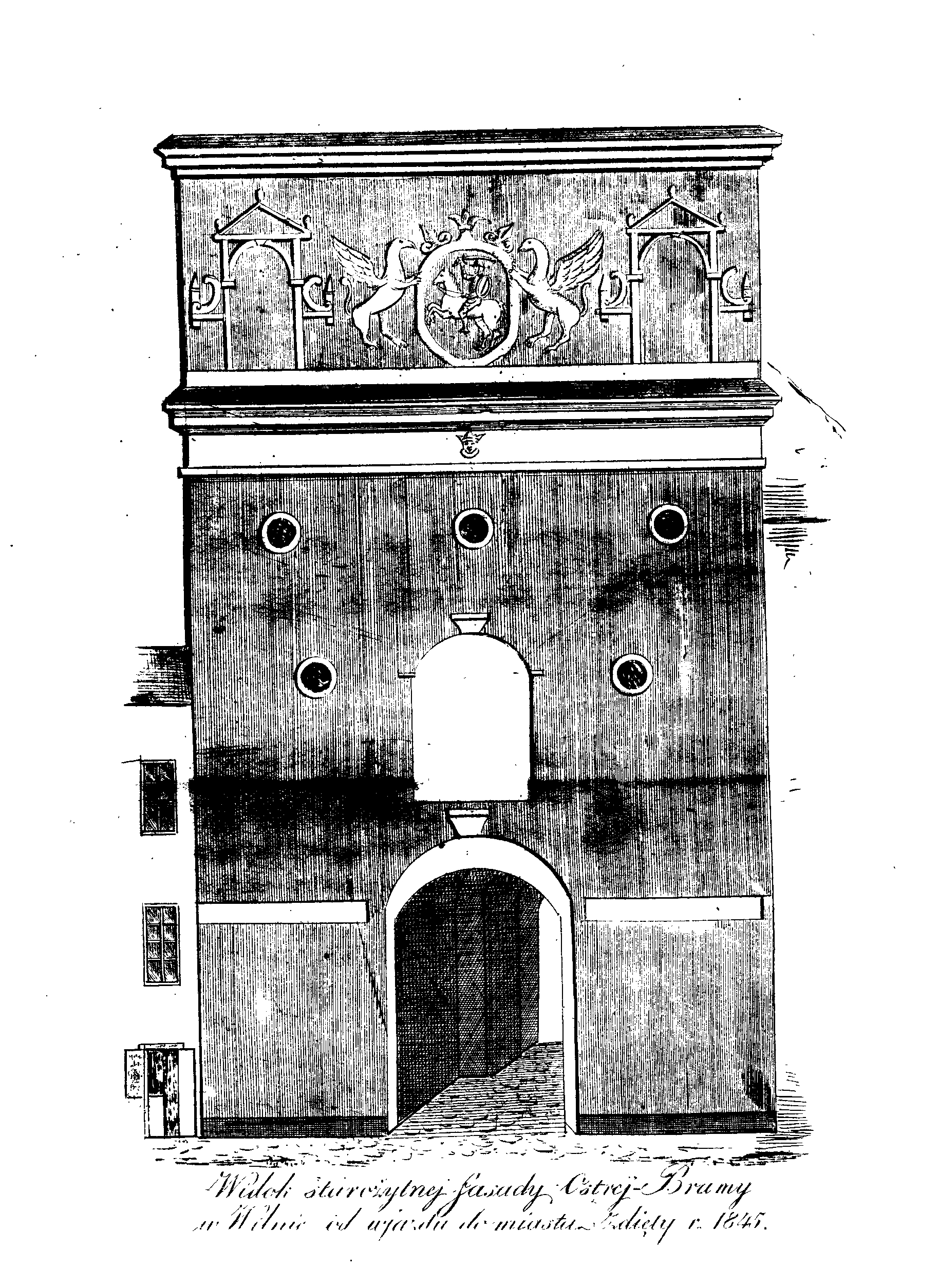
La Porta dell'Aurora vista dall'esterno come appariva nel 1845
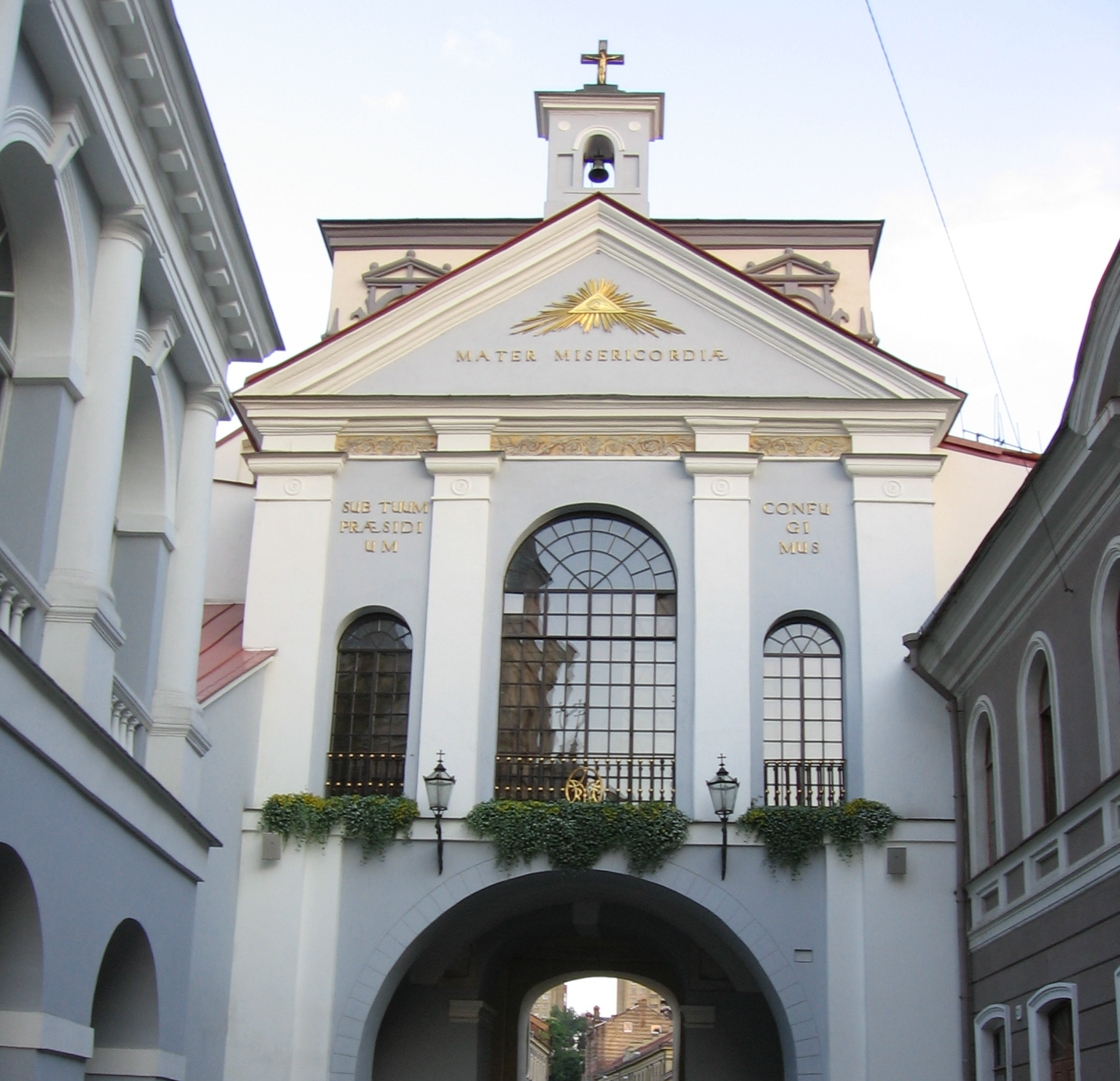
La Cappella della Porta dell'Aurora nel 2005
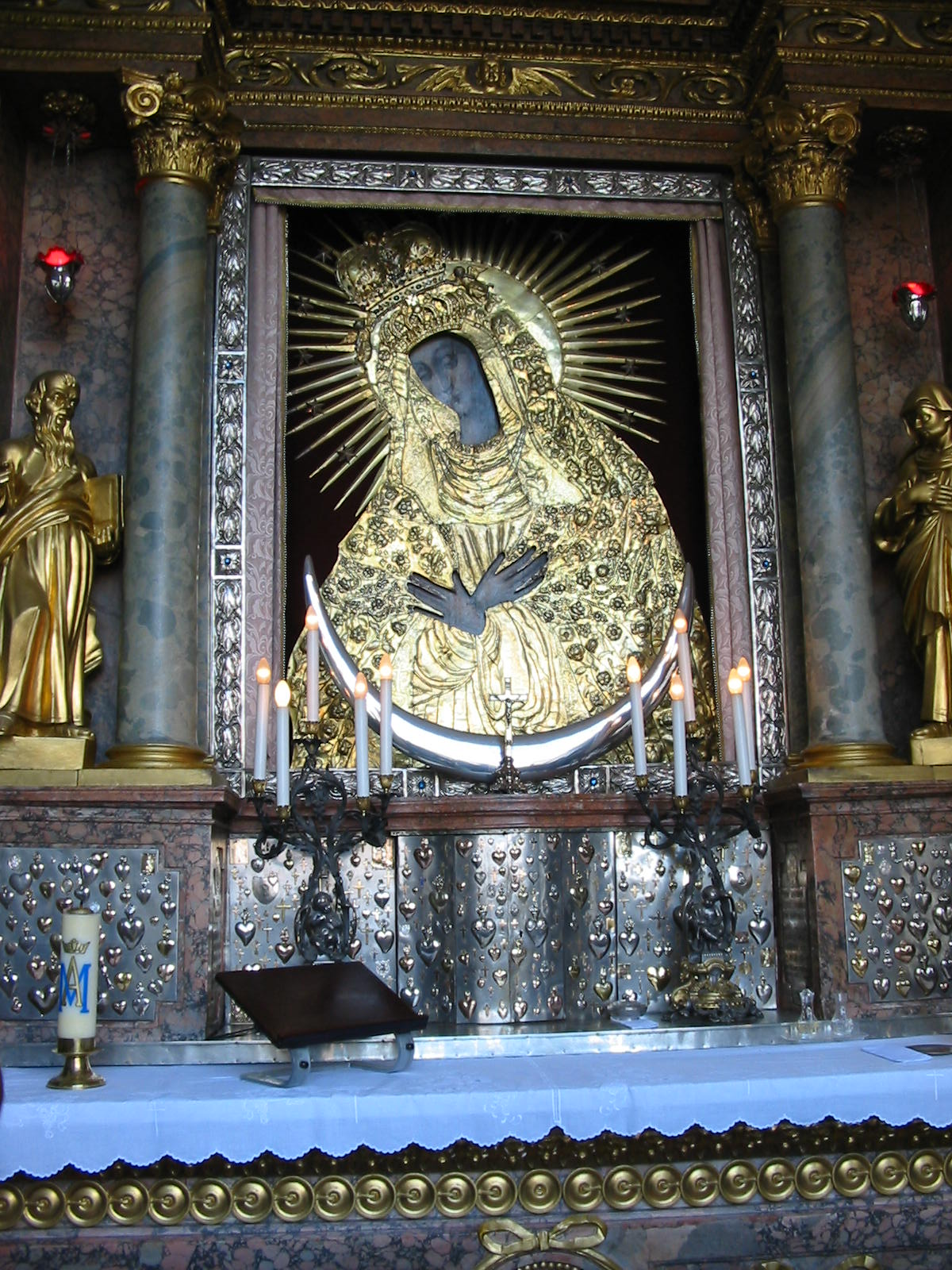
L'effigie della Vergine Maria Madre della Misericordia
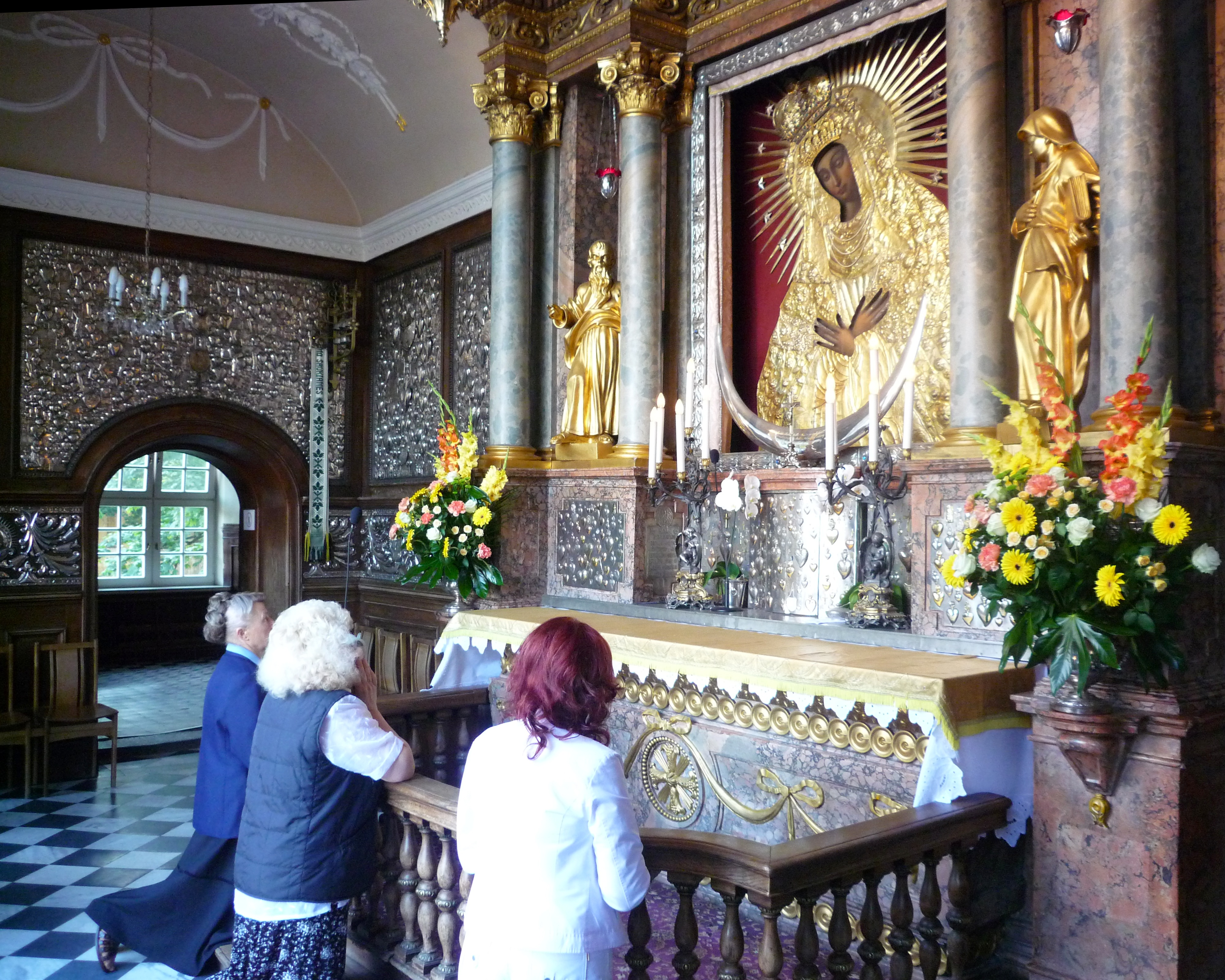
Preghiera nella Cappella della Porta dell'Aurora
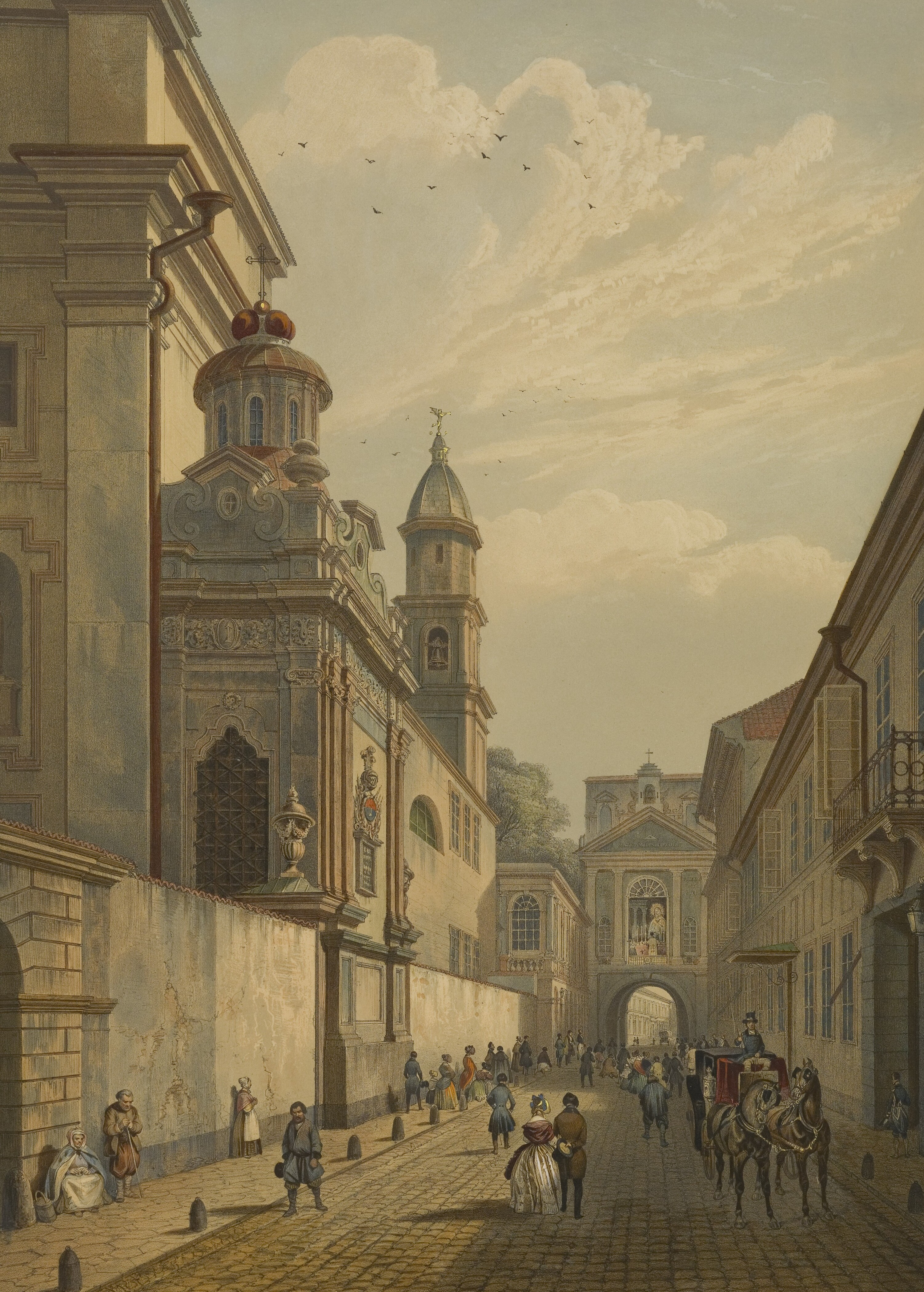
Porta dell'Aurora (quadro della metà del XIX sec.)
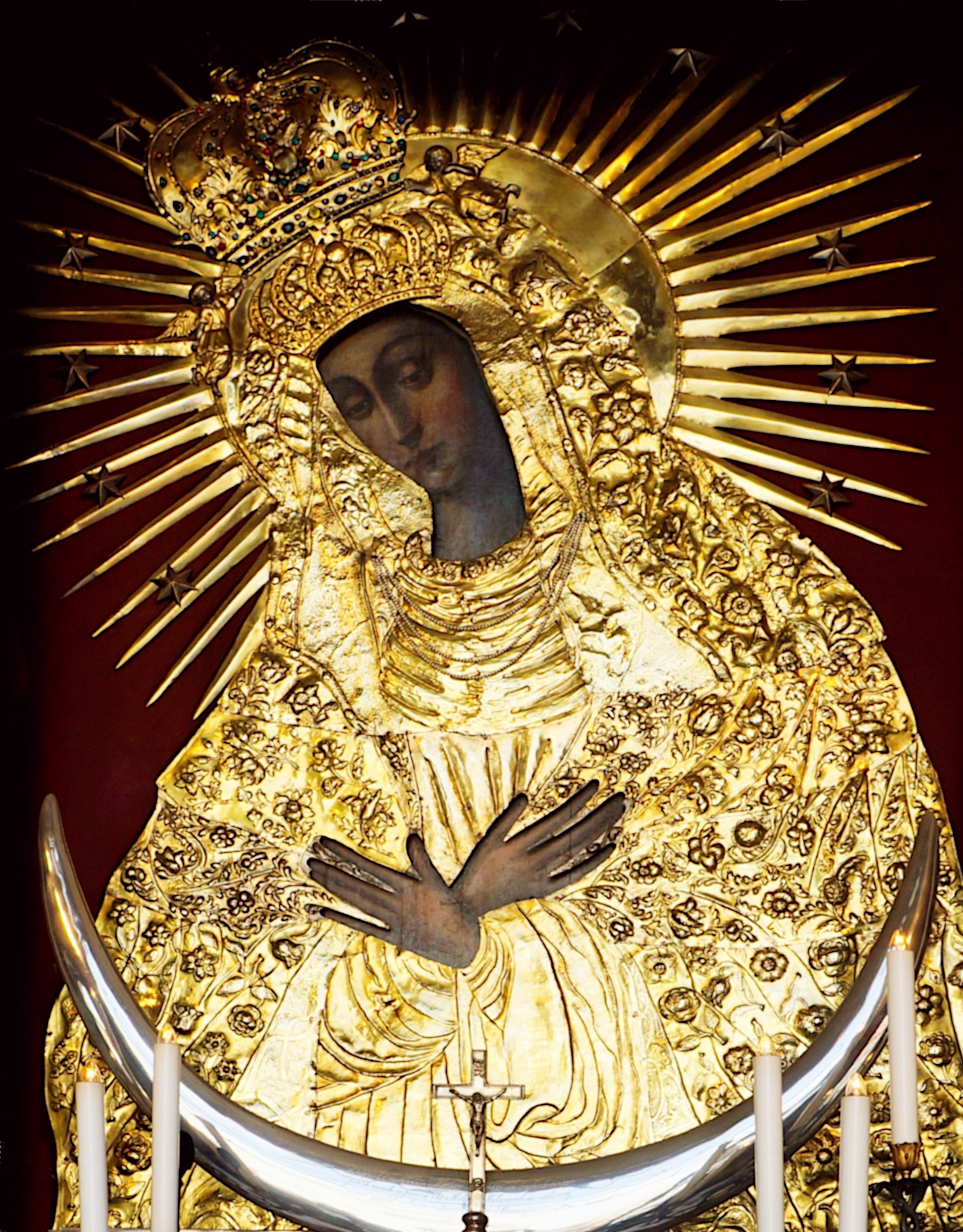
Icona della Madonna della Porta dell'Aurora